# Amata orbiculifera
Amata orbiculifera là một loài bướm đêm thuộc phân họ Arctiinae, họ Erebidae.